# Hubert Weise
Hubert Weise (22 de desembre de 1884 – 14 de febrer de 1950) va ser un militar alemany, que va arribar al rang de Generaloberst a la Luftwaffe durant la Segona Guerra Mundial.

## Biografia
Weise es va unir al regiment d'artilleria de camp de Mansfeld número 75 de l'exèrcit prussià el 27 de setembre de 1904 i va ser ascendit a leutnant el 27 de gener de 1906 amb una llicència des del dia que va entrar al servei. Es va graduar a l'Acadèmia Tècnica Militar i va ser ascendit a oberleutnant a mitjans de juliol de 1913. Després de l'esclat de la Primera Guerra Mundial, va ser greument ferit el setembre de 1914 amb el 1r regiment d'artilleria de camp de Westfàlia núm. 7 i no va poder servir durant diversos mesos. Després de ser ascendit a hauptmann el 27 de gener de 1915, va exercir com a comandant de bateria i oficial d'estat major de guàrdia. Pel seu treball, va rebre les dues classes de la Creu de Ferro, la Creu de Cavaller de Primera Classe de l'orde d'Albrecht amb Espases, i la Insígnia de Ferits en Negre.
Després del final de la guerra es va unir per primera vegada a un Freikorps abans de ser acceptat al Reichswehr el 1920. Hi va ser comandant de la companyia fins a principis de 1927. Després es va traslladar al Ministeri de la Reichswehr, on va ser ascendit a major l'1 de juliol de 1927. El 1931 va esdevenir oberstleutnant i comandant del 3r destacament de conducció, que sota el seu lideratge es va convertir en un destacament antiaeri camuflat el 1934.
El 1934, Weise es va convertir en oberst i cap d'estat major de l'inspector d'artilleria antiaèria i protecció aèria, el general Günther Rüdel, i es va unir a la recentment creada Força Aèria el 1935. A la tardor del mateix any, va esdevenir comandant de l'artilleria antiaèria a Luftgau II i va ser ascendit a Generalmajor l'agost de 1936. L'1 d'abril de 1938 va ser nomenat comandant general a la Luftgau III (Berlín) i va ser promogut a Generalleutnant.
Poc després de l'inici de la Segona Guerra Mundial, l'octubre de 1939, Weise va ser ascendit a general d'artilleria antiaèria i va ser traslladat al cap del 1r Cos antiaèria. Aquest cos va participar en la campanya occidental de 1940 com a part del Grup d'Exèrcits A i va aconseguir un gran nombre de morts, especialment en assegurar els passos del Mosa contra els bombardejos aliats. Per tant, Weise va ser ascendit a Generaloberst el 19 de juliol (com alguns altres comandants) i va rebre la Creu de Cavaller de la Creu de Ferro el 24 de juny de 1940
A la tardor de 1940, Weise va assumir el lideratge de les forces de defensa aèria a la capital del Reich. En un estudi de gener de 1941, va suggerir reorganitzar les defenses antiaèries del Reich sota una autoritat de comandament central. El març de 1941, Weise va ser nomenat Centre de Comandants de la Luftwaffe amb els poders d'un comandant de la flota aèria responsable de la defensa aèria del territori del Reich, inclosa Dinamarca. Arran de l'augment de l'ofensiva dels bombarders aliats, finalment va ser criticat i va rebre la Creu Alemanya d'Or el gener de 1944, sent substituït per Hans-Jürgen Stumpff. Va passar la resta de la guerra en una sèrie d'encàrrecs especials sense sentit o va estar a disposició de Hermann Göring. Del 16 de maig de 1945 al juliol de 1947 va ser presoner de guerra aliat .

## Promocions
Fähnrich (18/05/1905)
 Leutnant (27/01/1906)
 Oberleutnant (19/07/1913)
 Hauptmann (27/01/1915)
 Major (1/07/1927)
 Oberstleutnant (01/12/1931)
 Oberst (01/04/1934)
 Generalmajor (01/08/1936)
 Generalleutnant (01/4/1938)
 General der Flakartillerie (25/10/1939)
 Generaloberst (19/07/1940)

## Condecoracions
Creu de Cavaller de la Creu de Ferro (73è) (24-6-1940 com General der Flakartillerie i Cap del I Flak-Korps)
  Creu Alemanya en Or (14/1/1944 com Generaloberst i Luftwaffe Befehlshaber Mitte (Comandant Central de la Luftwaffe)
 Creu de Ferro 1914 de 2a Classe
 Creu de Ferro 1914 de 1a Classe
 Creu de cavaller de 1a classe amb espases de l'orde d'Albert (Saxònia)
 Insígnia de Ferit 1918 en negre
 Creu d'Honor 1914-1918
 Creu d'Or dels 25 anys de servei
  Barra de 1939 a la Creu de Ferro 1914 de 2a Classe (2/10/1939)
  Barra de 1939 a la Creu de Ferro 1914 de 1a Classe (17/5/1940)